# Hawaii Bowl 2019
Match précédent Match suivant
L'Hawaii Bowl 2019 est un match de football américain de niveau universitaire joué après la saison régulière de 2019, le 24 décembre 2019 au Aloha Stadium d'Honolulu dans l'État d'Hawaïaux États-Unis.
Il s'agit de la 18e édition de l'Hawaii Bowl.
Le match met en présence l'équipe des Rainbow Warriors d'Hawaï issue de la Mountain West Conference et l'équipe Indépendante des Cougars de BYU.
Il débute à 15 heures locales et est retransmis à la télévision par ESPN.
Sponsorisé par la société SoFi, le match est officiellement dénommé le SoFi Hawaii Bowl 2019.
Hawaii gagne le match sur le score de 38 à 34.

## Présentation du match
| Équipes                                                                                     | Conférences | Entraîneurs        | Stats. saison rég. | Classements avant le bowl | Classements avant le bowl | Classements avant le bowl |
| ------------------------------------------------------------------------------------------- | ----------- | ------------------ | ------------------ | ------------------------- | ------------------------- | ------------------------- |
| Équipes                                                                                     | Conférences | Entraîneurs        | Stats. saison rég. | CFP                       | AP                        | Coaches                   |
| Rainbow Warriors d'Hawaï                                                                    | MWC         | Nick Rolovich (en) | 9 - 5              | NC                        | NC                        | NC                        |
| Cougars de BYU                                                                              | Ind.        | Kalani Sitake (en) | 7 - 5              | NC                        | NC                        | NC                        |
| - Arbitre : Tim O'Dey (MAC) - Équipe donnée favorite par les bookmakers : BYU par 1½ points |             |                    |                    |                           |                           |                           |

Il s'agit de la 32e rencontre entre ces deux équipes, BYU menant les statistiques avec 23 victoires contre 8 pour Hawaï. Ces équipes étaient toutes deux membres de la Western Athletic Conference, BYU de 1962 à 1998 et Hawaii de 1979 à 2011. Leurs rencontres étaient considérées comme des matchs de rivalité. Elles ne s'étaient jamais rencontrées lors d'un bowl d'après saison régulière.

### Rainbow Warriors d'Hawaï
Avec un bilan global en saison régulière de 9 victoires et 4 défaites (5-2 en matchs de conférence), Hawaï est éligible et accepte l'invitation pour participer à l'Hawaii Bowl de 2019.
Ils terminent 1er de la West Division de la Mountain West Conference mais perdent ensuite la finale de conférence 10 à 31 contre #19 Boise State. À l'issue de la saison 2019, ils n'apparaissent pas dans les classements CFP, AP et Coaches.
C'est leur 9e participation au Hawaii Bowl.
| Dates            | Saisons | Vainqueurs                   | Scores  | Finalistes                 | Bilans    |
| ---------------- | ------- | ---------------------------- | ------- | -------------------------- | --------- |
| 22 décembre 2018 | 2018    | Bulldogs de Louisiana Tech   | 31- 14  | Hawaii Rainbow Warriors    | D : 1 - 0 |
| 24 décembre 2016 | 2016    | Rainbow Warriors d'Hawaï     | 52-35   | Blue Raiders du Tennessee  | V : 1 - 1 |
| 24 décembre 2010 | 2010    | Golden Hurricane de Tulsa    | 62-35   | Rainbow Warriors d'Hawaï   | D : 1 - 2 |
| 24 décembre 2008 | 2008    | Fighting Irish de Notre-Dame | 49-21   | Rainbow Warriors d'Hawaï   | D : 1 - 3 |
| 24 décembre 2006 | 2006    | Rainbow Warriors d'Hawaï     | 41-24   | Sun Devils d'Arizona State | V : 2 - 3 |
| 24 décembre 2004 | 2004    | Rainbow Warriors d'Hawaï     | 59-40   | Blazers de l'UAB           | V : 3 - 3 |
| 25 décembre 2003 | 2003    | Rainbow Warriors d'Hawaï     | 543ET48 | Cougars de Houston         | V : 4 - 3 |
| 25 décembre 2002 | 2002    | Green Wave de Tulane         | 36-28   | Rainbow Warriors d'Hawaï   | D : 4 - 4 |

| Postes      | Joueurs        | Statistiques                                                       |
| ----------- | -------------- | ------------------------------------------------------------------ |
| Quarterback | Cole McDonald  | 298/465 passes réussies pour 3 642 yards, 29 TDs, 14 interceptions |
| Coureur     | Miles Reed     | 164 courses pour 891 yards nets gagnés et 8 TDs                    |
| Receveur    | Cedric Byrd II | 95 réceptions pour 1 068 yards et 10 TDs                           |

### Cougars de BYU
Avec un bilan global en saison régulière de 7 victoires et 5 défaites, BYU est éligible et accepte l'invitation pour participer à l'Hawaii Bowl de 2019.
Ils terminent 3e des équipes Ind. derrière #15 Notre Dame et Lyberty. À l'issue de la saison 2019, ils n'apparaissent pas dans les classements CFP, AP et Coaches.
C'est leur première apparition à l'Hawaii Bowl.
| Postes      | Joueurs      | Statistiques                                                      |
| ----------- | ------------ | ----------------------------------------------------------------- |
| Quarterback | Zach Wilson  | 175/279 passes réussies pour 2 018 yards, 11 TDs, 7 interceptions |
| Coureur     | Sione Finau  | 57 courses pour 359 yards nets gagnés et 2 TDs                    |
| Receveur    | Matt Bushman | 41 réceptions pour 597 yards et 4 TDs                             |

## Résumé du match
Résumé, vidéo et photos sur la page du site francophone The Blue Pennant.
Début du match à 15 h 06, fin à 19 h 04 pour une durée totale de jeu de 3 h 58 min.
Températures de 28 °C, vent de sud de 18 km/h, partiellement nuageux.
| QT            | Temps         | Drive         | Drive         | Drive         | Équipe        | Description de l'action | Score | Score |
| ------------- | ------------- | ------------- | ------------- | ------------- | ------------- | --- | ----- | ----- |
| QT            | Temps         | Jeux          | Yards         | TDP           | Équipe        | Description de l'action | HAW   | BYU   |
| 1             | 07:32         | 10            | 82            | 05:09         | HAW           | TD de 7 yards par R Smart Jared à la suite d'une passe de QB McDonald Cole + 1 point de conversion par K Meskell Ryan                          | 7     | 0     |
| 1             | 04:55         | 2             | 40            | 00:51         | HAW           | TD de 40 yards par WR Smart Jared à la suite d'une passe de QB McDonald Cole + 1 point de conversion par K Meskell Ryan                        | 14    | 0     |
| 1             | 00:54         | 10            | 73            | 05:57         | BTU           | TD la suite d'une course de 1 yard par RB Katoa Lopini + 1 point de conversion par K Oldroyd Jake                                              | 14    | 7     |
| 2             | 13:33         | 6             | 78            | 02:17         | HAW           | TD la suite d'une course de 1 yard par QB McDonald Cole + 1 point de conversion par K Meskell Ryan                                             | 21    | 7     |
| 2             | 09:42         | 8             | 75            | 03:51         | BYU           | TD la suite d'une course de 1 yard par QB Wilson Zach + 1 point de conversion par K Oldroyd Jake                                               | 21    | 14    |
| 2             | 05:50         | 9             | 49            | 03:46         | HAW           | FG de 46 yards par K Meskell Ryan | 24    | 14    |
| 2             | 03:16         | 7             | 75            | 02:34         | BYU           | TD la suite d'une course de 11 yards par WR Simon Micah + 1 point de conversion par K Oldroyd Jake                                             | 24    | 21    |
| 2             | 01:16         | 9             | 71            | 01:55         | HAW           | TD de 18 yards par WR Sharsh Jason-Matthew à la suite d'une passe de QB McDonald Cole + 1 point de conversion par K Meskell Ryan               | 31    | 24    |
| 2             | 00:18         | 8             | 50            | 00:58         | BYU           | FG de 37 yards par K Oldroyd Jake | 31    | 24    |
|               |               |               |               |               |               | |       |       |
| 3             | 11:58         | 2             | 6             | 00:39         | BYU           | TD la suite d'une course de 2 yards par QB Wilson Zach + 1 point de conversion par K Oldroyd Jake                                              | 31    | 31    |
| 4             | 14:37         | 8             | 54            | 03:09         | BYU           | FG de 20 yards par K Oldroyd Jake | 34    | 31    |
| 4             | 01:17         | 4             | 71            | 00:44         | HAW           | TD la suite d'une course de 24 yards par WR Mardner Nick à la suite d'une passe de QB McDonald Cole + 1 point de conversion par K Meskell Ryan | 38    | 34    |
| Score final : | Score final : | Score final : | Score final : | Score final : | Score final : | Score final : | 38    | 34    |

## Statistiques
| Nom           | Poste | Équipe |
| ------------- | ----- | ------ |
| Cole McDonald | QB    | Hawaii |
| Zach Wilson   | QB    | BYU    |

| Statistiques                           | Cougars de BYU                                          | Rainbow Warriors d'Hawaï                              |
| -------------------------------------- | ------------------------------------------------------- | ----------------------------------------------------- |
| 1er down                               | 29                                                      | 19                                                    |
| 1er down à la course                   | 11                                                      | 2                                                     |
| 1er down à la passe                    | 16                                                      | 17                                                    |
| 1er down suite pénalité                | 2                                                       | 0                                                     |
| Conversion de 3e down                  | 6/14                                                    | 9/18                                                  |
| Conversion de 4e down                  | 0/0                                                     | 1/1                                                   |
| Jeux–yards                             | 81 jeux pour 505 yards                                  | 74 jeux pour 495 yards                                |
| Yards à la course                      | 40 courses pour 231 yards (moyenne de 5,8 yards/course) | 2 courses pour 27 yards (moyenne de 0,1 yards/course) |
| Yards à la passe                       | 274                                                     | 493                                                   |
| Passes : Réussies-Tentées-Interceptées | 24/41 passes complétées, 2 interception                 | 28/47 passes complétées, 0 interception               |
| Réussite en zone rouge/chances         | 6/7                                                     | 4/4                                                   |
| TD                                     | 4                                                       | 5                                                     |
| Field Goals                            | 2/3                                                     | 1/2                                                   |
| Sacks (Nombre-Yards)                   | 5 pour 36 yards adverses perdus                         | 1 pour 3 yards adverses perdus                        |
| Fumbles (Nombre/Perdus)                | 2/1                                                     | 0/0                                                   |
| Pénalités (Nombre/Yards perdus)        | 2 pour 20 yards perdus                                  | 6 pour 59 yards perdus                                |
| Temps de possession                    | 30:31                                                   | 29:29                                                 |

| Cougars de BYU           |                 |                                                                          |
| Quarterback              | Wilson Zach     | 24/40 passes complétées, 274 yards, 2 interceptions, 0 TD, 1 sack subi   |
| Meilleur coureur         | Allgeier Tyler  | 8 courses pour 77 yards nets gagnés, 0 TD, moyenne de 9,6 yards/course   |
| Meilleur receveur        | Bushman Matt    | 6/9 réceptions pour 91 yards gagnés, 0 TD                                |
| Meilleur tackler         | Kaufusi Isaiah  | 7 tacles dont 6 en solo                                                  |
| Rainbow Warriors d'Hawaï |                 |                                                                          |
| Quarterback              | McDonald Cole   | 28/46 passes complétées, 493 yards, 0 interception, 4 TDs, 4 sacks subis |
| Meilleur coureur         | Reed Miles      | 10 courses pour 17 yards nets gagnés, 0 TD, moyenne de 1,7 yards/course  |
| Meilleur receveur        | WARD, JoJo      | 7/10 réceptions pour 159 yards gagnés, 0 TD                              |
| Meilleur tackler         | BETHLEY, Khoury | 10 tacles dont 10 en solo, 1 TFL (1 yard), 2 interceptions (29 yards)    |